# Visoko gospostvo Jaarsveld
Visoko gospostvo Jaarsveld je bilo ozemlje nizozemske province Utrecht, ki je obstajalo med srednjim vekom in letom 1923, ukinitvijo nizozemskih gospostev.

## Zgodovina
Okolica kraja Jaarsvelda je imela status hogen en vrijen heerlijkheid (Visoko in svobodno gospostvo).   Jaarsveld (z Willigejem Langerakom ) je bil prvotno v lasti gospodov Uten Goyejev, mestnega grofa Utrechta. Grb gospostva in nekdanje občine Jaarsveld izhaja iz njihovega grba. On in njihovi nasledniki so nosili naziv Gospod (Heer) ali svobodni gospod (Vrijheer) Jaarsveldski. Leta 1227 je Jaarsveld s sedežem gospostva na gradu Veldenstein z visokim sodstvom pripadel grofiji Holandiji, medtem ko je Willige Langerak ostal fevd Utrechta. Med leti 1393 - 1404 so Jaarsveld imeli v lasti gospodje Arkelski. Prek njihovih naslednikov, gospodov Vianenskih, je gospostvo prešla na rodbino Egmond in leta 1518 s poroko Ane  Egmontsko-Burenske z Viljemom I. Oranškim-Nassauskim na hišo Orange. Leta 1608 je Filip Viljem Oranški-Nassauski prodal Jaarsveld amsterdamskemu trgovcu Johanu Michielszu van Verlaerju. Ker je bila gospoščina dolgo tako holandska kot utrechtska, jo je Simon Alterenski leta 1640 proti protestom Utrechta končno spravil pod holandsko nadvlado.  Leta 1673 so francoske čete opustošile grad Veldenstein. Nato sta takratna lastnika, gospoda Van Voorst tot Voorst in De Graeff, zgradila majhno podeželsko hišo graščino Jaarsveld. v 18 V 19. stoletju je Jaarsveld pripadal družini De Witts. Pod njihovo oblastjo je sredi stoletja gospostvo štelo 195 hiš in 1020 juter zemlje.
Leta 1798, tri leta po razglasitvi Batavske republike, so bile preklicane vse gospoščinske pravice. Leta 1805 se je gospostvo Jaarsveld vrnilo v Utrecht, kjer je ostalo do ukinitve gospostev leta 1923.

## Spletne povezave
- Gradovi v Utrechtu, Jaarsveld: Kasteel Veldenstein (nizozemščina)
- Huis te Jaarsveld (nizozemščina)